# Herbert Range
Herbert Range är en bergskedja i Antarktis. Den ligger i Västantarktis. Nya Zeeland gör anspråk på området.